# Combinata nordica ai I Giochi olimpici giovanili invernali - Individuale
La gara dell'individuale ragazzi di combinata nordica ai I Giochi olimpici giovanili invernali di Innsbruck 2012 si è tenuta sul trampolino olimpico Toni Seelos HS75, per quanto concerne la prova di salto con gli sci, e sulla Seefeld Arena, per quanto riguarda la prova di sci di fondo, entrambi situati a Seefeld in Tirol il 15 gennaio 2012. Hanno preso parte a questa gara 17 atleti in rappresentanza di 17 nazioni.

## Risultato
| Pos. | Atleta               | Nazione     | Lunghezza salto | Punteggio salto | Handicap fondo | Tempo fondo | Distacco finale |
| ---- | -------------------- | ----------- | --------------- | --------------- | -------------- | ----------- | --------------- |
|      | Tomáš Portyk         | Rep. Ceca   | 75.0            | 129.8           | +0'31          | 26'00"4     | 26'31"4         |
|      | Ilkka Herola         | Finlandia   | 76.0            | 130.2           | +0'29          | 26'05"2     | +2"8            |
|      | Gō Yamamoto          | Giappone    | 75.5            | 132.5           | +0'20          | 26'19"9     | +8"5            |
| 4    | Tom Lubitz           | Germania    | 78.0            | 137.5           |                | 26'57"6     | +26"2           |
| 5    | Raffaele Buzzi       | Italia      | 71.0            | 119.2           | +1'13          | 25'50"4     | +32"0           |
| 6    | Harald Johnas Riiber | Norvegia    | 75.0            | 131.3           | +0'25          | 27'05"0     | +58"6           |
| 7    | Kristjan Ilves       | Estonia     | 73.0            | 124.5           | +0'52          | 26'50"9     | +1'11"5         |
| 8    | Paul Gerstgraser     | Austria     | 70.0            | 116.8           | +1'23          | 26'25"7     | +1'17"3         |
| 9    | Jan Kirchhofer       | Svizzera    | 73.5            | 125.7           | +0'47          | 27'52"8     | +2'08"4         |
| 10   | Luka Pintaric        | Slovenia    | 72.5            | 125.8           | +0'47          | 28'43"8     | +2'59"4         |
| 11   | Nathaniel Mah        | Canada      | 72.0            | 122.6           | +1'00          | 28'35"0     | +3'03"6         |
| 12   | Tom Balland          | Francia     | 66.0            | 104.7           | +2'11          | 28'52"7     | +4'32"3         |
| 13   | Colton Kissell       | Stati Uniti | 67.5            | 105.3           | +2'09          | 29'11"6     | +4'49"2         |
| 14   | Roman Terekhin       | Russia      | 58.5            | 85.2            | +3'29          | 28'56"5     | +5'54"1         |
| 15   | Nikita Maladsou      | Bielorussia | 52.0            | 66.1            | +4'46          | 29'06"7     | +7'21"3         |
| 16   | Vitaliy Marchenko    | Ucraina     | 58.0            | 80.0            | +3'50          | 30'28"1     | +7'46"7         |
| DNF  | Michal Pytel         | Polonia     | 72.5            | 120.8           | +1'07          | DNF         |                 |

Legenda:
- Pos. = posizione
- DNF = prova non completata